# بخش صوغان
بخش صوغان، یکی از بخش‌های شهرستان ارزوئیه در استان کرمان ایران است. مرکز این بخش، شهر علی‌آباد است.

## تقسیمات کشوری
- بخش صوغان
  - دهستان امیرآباد
  - دهستان صوغان

شهر: علی‌آباد

## جمعیت
بر پایه سرشماری عمومی نفوس و مسکن در سال ۱۳۹۵، جمعیت بخش صوغان برابر با ۹٬۱۷۴ نفر بوده‌است.